# Мэтьюс, Вера Лафтон
Дама Эльвира Сибиль Мэри Мэттьюс, урождённая Лафтон DBE (англ. Dame Elvira Sibyl Marie Mathews née Laughton; 25 сентября 1888, Хаммерсмит, Лондон — 25 сентября 1959, Эшли-Гарденс, Лондон) — британская военачальница, директор Женской вспомогательной службы ВМС (соответствующее звание — адмирал флота Великобритании). Служила с 1918 по 1919 и с 1939 по 1945 годы. Также известна как руководительница ряда женских организаций Великобритании.

## Биография
Старшая дочь морского историка Джона Лафтона (1830—1915) и Марии Хосефы де Альберти (испанки по национальности). У неё были трое братьев и сестра. Училась в школе святого Андрея в Стртихэме, а также в бельгийском Турнае. Посещала королевский колледж Лондона. Работала редактором изданий Time and Tide, Suffragette и Ladies' Field.
В годы Первой мировой войны была зачислена в Женскую вспомогательную службу ВМС, дослужилась до звания первого офицера (лейтенант-командер) и возглавила учебный центр в Кристал-Пэлас на юге Лондона. Военнослужащие центра проходили различную службу и после перемирия в ноябре 1918 года вплоть до подписания Версальского договора. В годы Второй мировой войны снова руководила Женской вспомогательной службой ВМС с 11 апреля 1939 года по ноябрь 1946 года. Соответствующее воинское звание — адмирал флота. За службу награждена Орденом Британской империи (дама-командор).
Была замужем за Гордоном Мэттьюсом с 10 июня 1924 года (муж погиб в войну в 1943 году). В браке родились двое сыновей и дочь.

## Автобиография
- Blue Tapestry. London: Hollis & Carter, 1948